# Hell’s Unleashed
Hell’s Unleashed – szósty album studyjny szwedzkiej grupy deathmetalowej Unleashed. Wydawnictwo ukazało się 29 kwietnia 2002 roku nakładem wytwórni muzycznej Century Media Records. Album został wydany również na płycie winylowej w limitowanym do 500 egzemplarzy nakładzie z utworem bonusowym pt. „Ace of Spades”, interpretacją z repertuaru Motörhead. Zespół skomentował w następujący sposób proces realizacji nagrań:

Tym razem w studiu siedzieliśmy dwa razy dłużej, niż przy jakiejkolwiek innej płycie. Możecie sobie wyobrazić, że traktujemy ten album wyjątkowo – powiedział Johnny Hedlund, basista i wokalista grupy. – Wypróbowaliśmy tym razem wiele nowych rozwiązań, dzięki któremu nowy materiał brzmi chorobliwie i przerażająco. Jeszcze nigdy nie mieliśmy tak potężnego brzmienia!

## Lista utworów
Opracowano na podstawie materiału źródłowego.
(muzyka i słowa: Unleashed)
1. „Don't Want to Be Born” – 2:54
2. „Hell’s Unleashed” – 2:15
3. „Demoneater” – 3:54
4. „Fly Raven Fly” – 4:15
5. „Mrs. Minister” – 3:01
6. „Joy in the Sun” – 3:05
7. „Demons Rejoice” – 3:07
8. „We'll Come for You” – 3:08
9. „Triggerman” – 2:34
10. „Dissection Leftovers” – 2:47
11. „Peace, Piece by Piece” – 1:58
12. „Burnt Alive” – 4:01
13. „Your Head is Mine” – 3:32
14. „Made in Hell” – 3:14

## Twórcy
Opracowano na podstawie materiału źródłowego.
- Johnny Hedlund – śpiew, gitara basowa
- Fredrik Folkare – gitara, produkcja muzyczna
- Tomas Olsson – gitara
- Anders Schultz – perkusja

## Wydania
| Rok              | Nr katalogowy | Wytwórnia             | Region |
| ---------------- | ------------- | --------------------- | ------ |
| 22 kwietnia 2002 | 77424-2       | Century Media Records | Niemcy |